# تئودور آیکه
تئودور آیکه (به آلمانی: Theodor Eicke) (۱۷ اکتبر ۱۸۹۲ – ۲۶ فوریه ۱۹۴۳) نظامی بلندپایه آلمانی در دوره رایش سوم بود که در اس‌اس خدمت کرد. او از سال ۱۹۳۴ بازرس کل اردوگاه‌ها و فرمانده یگان‌های حفاظتی اس‌اس بود. آیکه ساختاری متمرکز با قوانین یکپارچه و انضباط‌بخش برای اردوگاه‌ها به وجود آورد و یگان‌های حفاظت را به نیرویی سازمان‌یافته در قالب چند هنگ بدل ساخت. در جریان جنگ جهانی دوم لشکر توتن‌کوپف اس‌اس را با همین یگان‌های حفاظتی ایجاد و آن را در کارزارهای مختلفِ جبهه‌های غربی و شرقی فرماندهی کرد. آیکه در نهایت سال ۱۹۴۳ در جریان نبرد سوم خارکوف با ساقط شدن هواگرد حامل او، کشته شد.

## سال‌های اولیه
تئودور آیکه روز ۱۷ اکتبر سال ۱۸۹۲ در هودینگن در آلزاس–لورن تحت سلطه امپراتوری آلمان زاده شد. تئودور عملکرد خوبی در مدرسه نداشت. سال ۱۹۱۹ ترک تحصیل کرد تا به نیروی زمینی امپراتوری آلمان بپیوندد. ابتدا در هنگ ۲۳ پیاده‌نظام ارتش بایرن در لانداو قرار گرفت و سپس سال ۱۹۱۳ به هنگ ۳ پیاده‌نظام و سال ۱۹۱۴ به هنگ ۲۲ پیاده‌نظام این ارتش منتقل شد.
جنگ جهانی اول
در پی آغاز جنگ جهانی اول در نبردهای نواحی لورن، ایپر و فلاندر در جبهه غربی حضور یافت و نقش‌های مختلف دفتری و میدانی داشت. سال ۱۹۱۶ به هنگ ۲ توپخانه پیاده در لشکر دوم پیاده‌نظام پیوست و در نبرد وردن مشارکت کرد. از سال ۱۹۱۷ تا پایان جنگ در گروهان جایگزینی مسلسل سپاه ۲ بود. در طول جنگ نشان‌های عالی درجه ۲ و ۱ صلیب آهنین را دریافت کرد که برای یک درجه‌دار بسیار قابل توجه بود.
دوره میان‌دوجنگ
جنگ اثر بدی بر روحیه آیکه گذاشت و هنگام بازگشت فردی خشن و تلخ‌مزاج بود. نسبت به بی‌ثباتی‌ها و نابسامانی‌های حاصل از سقوط امپراتوری آلمان انزجار نشان می‌داد. او کمونیست‌ها، یهودیان و سایر «مجرمان نوامبر» را عامل خنجر زدن از پشت و باعث شکست آلمان می‌دید. میلی به خدمت در رایشسور، نیروهای مسلح جمهوری وایمار نداشت و ماه مه سال ۱۹۱۹ از آن کناره گرفت. ابتدا وارد دانشکده فنی ایلمناو در تورینگن شد اما مشکلات مالی اجازه ادامه تحصیل به او نداد. زمانی که آلمان دچار نرخ بالایی از بیکاری بود، آیکه ناچار به خدمت به عنوان خبرچین برای پلیس گردید. با این حال با نشان دادن مخالفت‌ها و تحرکات سیاسی علیه جمهوری، ماه ژوئیه سال ۱۹۲۰ اخراج شد. آیکه با سفر به شهرهای دیگر دست کم دو بار دیگر توانست به عنوان افسر پلیس به سر کار بازگردد اما باز هم اقدامات ضددولتی اجازه ادامه کار را به او نمی‌داد. در نهایت ماه ژانویه سال ۱۹۲۳ یک افسر امنیت در شرکت داروسازی ایی‌گه فاربن در لودویگسهافن شد و تا سال ۱۹۳۲ آن‌جا ماند.

## آغاز فعالیت در اس‌اس

ایتالیا، اکتبر ۱۹۳۲

آیکه در این مدت جنبشی با عقاید سیاسی مشترک با خود یافت. بدین شکل روز ۱ دسامبر سال ۱۹۲۸ با شماره عضویت ۹۰۱–۱۱۴ به حزب ناسیونال سوسیالیست و همزمان نیروی شبه‌نظامی آن اس‌آ پیوست. ماه اوت سال ۱۹۳۰ به نیروی سازمان‌یافته‌تر اس‌اس منتقل شد. اس‌اس کوچک‌تر بود و چشم‌انداز پیشرفت بهتری برای او داشت. هاینریش هیملر، رهبر اس‌اس، روز ۲۷ نوامبر همان سال درجه اونتراشتورم‌فورر (معادل ستوان دوم) را به آیکه اعطا و او را فرمانده دسته ۱۴۷ (یا ۱۴۸) اس‌اس در لودویگسهافن کرد. با چنان حمیتی برای اس‌اس فعالیت و نیرو جذب می‌نمود که تنها سه ماه بعد هیملر او را به درجه اشتورم‌بان‌فورر (معادل سرگرد) ترفیع داد و مسئولیت تشکیل گردان دوم هنگ ۱۰ اس‌اس را به او سپرد. آیکه این مسئولیت را تا تابستان سال ۱۹۳۱ به انجام رساند. به اندازه‌ای در این کار موفق ظاهر شد که هیملر درجه اشتاندارتن‌فورر (معادل سرهنگ) را به او اعطا کرد و خود آیکه را روز ۱۵ نوامبر سال ۱۹۳۱ به فرماندهی هنگ ۱۰ اس‌اس برگزید. بدین شکل با وجود این که نسبتاً دیر به حزب ملحق شد اما ترقی سریعی در آن داشت. تقریباً این زمان بود که ایی‌گه فاربن را رها کرد. البته گفته می‌شود به موجب چنین فعالیت‌های سیاسی که باعث بی‌توجهی او به این کار می‌شد و همچنین رکود اقتصادی حاکم بر آلمان، از این شرکت اخراج شده‌است. در این زمان درگیری میان آیکه و یوزف بورکل، گاولایتر پفالتس پدید آمد. بورکل در تلاش بود همه فعالیت یگان‌های اس‌اس و اس‌آ را تحت نظر خود بگیرد. مقاومت آیکه اجازه تحقق آن را نداد تا یک خصومت شخصی میان این دو ایجاد شود.
درگیر بودن آیکه در فعالیت‌های خشونت‌آمیز سیاسی سبب شد روز ۶ مارس سال ۱۹۳۲ به اتهام در اختیار داشتن غیرقانونی مواد منفجره و طرح‌ریزی برای بمب‌گذاری و ترور سیاسی در بایرن، دستگیر شود. دادگاهی در بایرن روز ۷ ژوئیه او را به دو سال زندان محکوم کرد. فرانتس گورتنر، وزیر دادگستری بایرن که با ناسیونال سوسیالیست‌ها هم‌دلی داشت و بعداً وزیر دادگستری هیتلر شد، در این مسئله دخالت و حکم آزادی مشروط تا «بهبود سلامتی» آیکه داد تا پس از آن دوره حبس خود را بگذراند. آیکه روز ۱۶ ژوئیه آزاد شد اما مستقیماً به لودویگسهافن بازگشت و دست از اقدامات خود نکشید. تحت تعقیب پلیس مجبور به اختفا در لانداو شد. به خواست هیملر مخفیانه به مونشن رفت و سپس بلافاصله برای دور ماندن از دست حاکمیت آلمان، راهی ایتالیا گردید. آیکه روز ۱۸ سپتامبر با چهره مبدل و گذرنامه جعلی از راه اتریش به ایتالیا گریخت. هیملر به جهت دلداری، او را به درجه اوبرفورر (معادل سرهنگ ارشد) ترفیع داد و فرماندهی اردوگاه پناهندگان اس‌آ و اس‌اس در مالچزینه در شمال ایتالیا را در اختیار او نهاد. آیکه روز ۲۶ اکتبر با هم‌قطاران خود با لباس اس‌اس در راهپیمایی بولتسانو برای بزرگداشت دهمین سالگرد ورود موسولینی به رم شرکت کرد که به شکل گسترده‌ای در رسانه‌های ایتالیایی پوشش یافت. این کار موجب برآشفتگی ناسیونال سوسیالیست‌های تیرول و ناراحتی هیملر شد.
آیکه تا هنگام به قدرت رسیدن آدولف هیتلر به عنوان صدراعظم در سال ۱۹۳۳، قادر به بازگشت به آلمان نشد. پس از آن گورتنر حکم تبرئه او را صادر کرد.

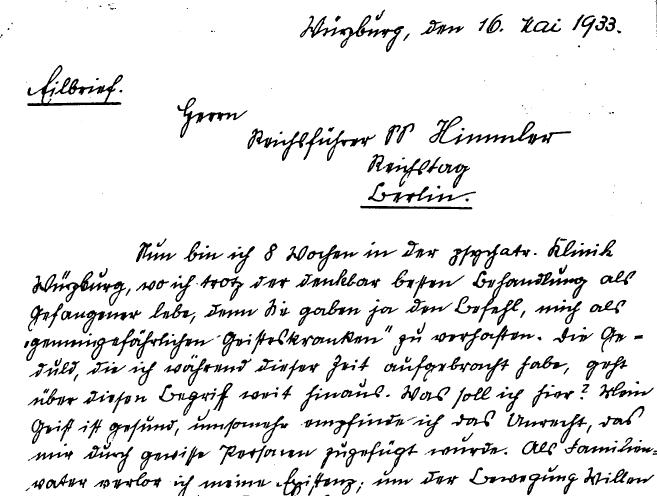
از یکی از نامه‌های آیکه به هیملر، مه ۱۹۳۳

گفته می‌شود در مدتی که آیکه در تبعید بود، بورکل در تلاش بود با اخراج او از حزب جایگاهش در اس‌اس را تصاحب کند. وقتی خبر این اقدامات به آیکه رسید چند نامه‌های تهدیدآمیز علیه بورکل نوشت. آیکه در نهایت روز ۱۰ مارس سال ۱۹۳۳ به لودویگسهافن بازگشت. با وجود وعده‌ای که هیملر مبنی بر فراموش کردن اختلافات خود با بورکل داده بود، با تعدادی فرد مسلح دیگر، به دفتر حزب در لودویگسهافن حمله و بورکل را برای چند ساعت در اتاقک جاروها حبس کرد تا این که پلیس او را نجات داد. زیاده‌روی آیکه موجب گشت بورکل که «تحقیر» شده بود، انتقام سختی از او بگیرد. او سبب شد آیکه دستگیر و به عنوان یک «بیمار روانی خطرناک» در یک مرکز روان‌درمانی در وورتسبورگ نگهداری شود. هیملر هم که از این کار آیکه خشمگین شده بود، روز ۳ آوریل نام او را از تمامی فهرست‌های اس‌اس حذف و حبس نامحدود او در این مرکز را تأیید کرد. آیکه با پشیمانی و وحشت نسبت به این عاقبت، چند هفته رفتار کاملاً طبیعی از خود نشان داد. او چند بار به هیملر نامه نوشت و در نهایت به کمک ورنر هایده، روان‌پزشک مرکز که بر سلامت روان و رفتار او صحه گذاشت، رهبر اس‌اس را راضی به آزادی خود کرد. هیملر درجه پیشین را به آیکه بازگرداند و ضمن اجتناب از فرستادن مجدد او به پفالتس، فرماندهی اردوگاه داخائو را به تازگی تأسیس شده بود، در اختیارش قرار داد. بدین شکل آیکه روز ۲۶ ژوئن سال ۱۹۳۳ مرکز روان‌درمانی را ترک کرد و مستقیماً به محل جایگاه جدید خود رفت.

## فرماندهی اردوگاه  داخائو و بازرسی کل اردوگاه‌ها
آیکه هنگامی که به اردوگاه رسید آن را در وضعیت آشفته‌ای یافت. او به سرعت نیمی از ۱۲۰ تن از کارکنان اردوگاه را که از «بدرفتارترین‌ها» بودند، مرخص یا جایگزین کرد و قوانین رفتاری بر پایه اصل اطاعت بی‌چون و چرا و مطلق، برای آن‌ها مقرر نمود تا نظم و انضباط بر اردوگاه حاکم شود. کتاب قانونی که در این ارتباط نوشته شد جزئی‌ترین رفتارها از جمله نحوه راه رفتن و سخن گفتن نگهبانان و فاصله آن‌ها با زندانیان، را نیز پوشش می‌داد. کارکنان اردوگاه از یگان‌های محافظ جدا و بد رفتاری خودسرانه نگهبانان با زندانیان ممنوع شد. آیکه بی‌انضباطی از طرف کارکنان را با «بی‌رحمی» مجازات می‌کرد. بدین شکل شرایط سریعاً تغییر کرد. آیکه به شکل ویژه‌ای بر زندانیان یهودی که نسبت به آن‌ها تنفر زیادی داشت، سخت می‌گرفت. او مکرراً سخنرانی‌های ضدیهودی برای کارکنان خود ایراد می‌کرد و سعی داشت تنفر نسبت به آن‌ها را در سایر زندانیان نیز برانگیزد. هیملر از نحوه عملکرد آیکه بسیار راضی بود و او را به عنوان عاملی وفادار، روز ۳۰ ژانویه سال ۱۹۳۴ به درجه بریگاده‌فورر (معادل سرتیپ) ترفیع داد.
آیکه نقش پررنگی در برنامه‌ریزی و اجرای حوادث موسوم به «شب دشنه‌های بلند» داشت که به منظور سرکوب اس‌آ صورت گرفت. نیروهای او برخی جوخه‌های اعدام را تشکیل دادند. آیکه به دستور هیملر، روز ۱ ژوئیه سال ۱۹۳۴، به همراه آجودان خود اشتورم‌بان‌فورر میشائیل لیپرت و افسر رابط اس‌اس و نیروی زمینی گروپن‌فورر ارنست هاینریش اشماوزر، به سلول ارنست روم، رهبر اس‌آ رفت. در ابتدا پزشک زندان اجازه دسترسی آن‌ها به روم بدون مجوز مکتوب وزیر دادگستری را نمی‌داد. آیکه در تماس تلفنی با هانس فرانک، وزیر مربوطه با پرخاش به او گفت در این کار دخالت نکند چرا که او با دستور مستقیم پیشوا عمل می‌کند. بدین شکل این سه تن توانستند وارد سلول شوند. از آن‌جایی که ترجیح بر خودکشی او بود، آیکه بدون گفتن سخنی یک تپانجه با یک گلوله بر روی میز گذاشت و از سلول خارج شد. پس از گذشت ۱۰ دقیقه و اجتناب روم از خودکشی، آیکه خود با شلیک سه گلوله او را اعدام کرد. آیکه به جهت چنین خدماتی وفاداری خود را کاملاً به اثبات رساند تا روز ۵ ژوئیه به عنوان بازرس کل اردوگاه‌ها و فرمانده یگان‌های حفاظتی اس‌اس برگزیده شود. شش روز بعد به درجه گروپن‌فورر (معادل سرلشکر) ترفیع گرفت.
او قرارگاه خود را در فریدریشس‌اشتراسه در برلین برقرار کرد و ستادی بدین منظور  تشکیل داد. کار ایجاد نظامی متمرکز برای اردوگاه‌ها را به انجام رساند. مدتی بعد قرارگاه خود را به اردوگاه زاکسن‌هاوزن در ارانینبورگ در شمال برلین منتقل نمود که تا انتها همان‌جا بود. تا سال ۱۹۳۷ چندین اردوگاه کوچک را بست و به جای آن چهار اردوگاه بزرگ در داخائو، زاکسن‌هاوزن، بوخن‌والت و لیشتنبورگ برقرار کرد. با تمهیدات آیکه تنها در بوخن‌والت امکان نگهداری ۱۰٬۰۰۰ زندانی به وجود آمد. پس از انضمام اتریش به آلمان در سال ۱۹۳۸، اردوگاه پنجم در ماوتهاوزن در نزدیکی لینتس ایجاد شد. آیکه مقرر کرد قوانین رفتاری که در داخائو وضع شده بود، در همه اردوگاه‌ها اجرا شود. تا این زمان آیکه در میان تمامی نیروهای اس‌اس به عنوان شخصیتی سرسخت شناخته می‌شد که تعصب زیادی به ناسیونال سوسیالیسم دارد و با تمام وجود خود را صرف این جنبش سیاسی کرده‌است.

## لشکر توتن‌کوپف اس‌اس
به شکل همزمان با فعالیت‌ها خود در اردوگاه‌ها، آیکه در حال تبدیل کردن یگان‌های حفاظتی توتن‌کوپف اس‌اس به آرایش‌های سازمان‌یافته بود. با بهره‌گیری از روابط سیاسی، تا اوایل سال ۱۹۳۵ شش گردان موتوریزه از نیروهای خود را تشکیل و تا پایان سال ۱۹۳۸ آن‌ها را به صورت چهار هنگ گسترش داد. این هنگ‌ها نام چهار منطقه را بر خود داشتند و در هر یک از اردوگاه‌های بزرگ مستقر بودند. طبق حکم ماه مه سال ۱۹۳۹ حداقل نیروهای ثابت یگان‌های توتن‌کوپف آیکه چهارده هزار نفر مقرر شد. هیملر اجازه داشت این مقدار را در هنگام بسیج به ۲۵ هزار نفر افزایش دهد. در صورت وقوع جنگ این یگان‌ها به عنوان جایگزین در یگان‌های رزمی استفاده می‌شدند. به دستور هیتلر خدمت در یگان‌های حفاظتی توتن‌کوپف به مثابه خدمت نظامی در نیروی زمینی بود. بدین شکل ماه اوت نیروهای ذخیره‌ای برای آن فراخوانده شد و هنگام آغاز جنگ چند هنگ توتن‌کوپف دیگر نیز در حال تشکیل بود.
گردان‌های آیکه هر ماه یک هفته را مشغول حفاظت از اردوگاه بودند و سه هفته را صرف آموزش با ورزش جسمی سخت، رزمایش نظامی و تعالیم سیاسی، می‌کردند. کسانی که مناسب تلقی نمی‌شدند کنار گذاشته شده یا به یگان‌های معمول اس‌اس منتقل می‌شدند. او انضباط بی‌رحمانه‌ای را بر نیروهای خود که عموماً ۱۷ تا ۲۲ ساله بودند، اعمال می‌نمود اما در عین حال رفاقت و نزدیکی بیشتری نسبت به سایر نیروهای مسلح، در آن‌ها ایجاد می‌ساخت. آن‌ها هم، در ترکیبی از حس ترس و احترام، او را «پدر آیکه» می‌خواندند.

### جنگ جهانی دوم
هنگام آغاز جنگ جهانی دوم، آیکه یگان‌های خود را در قالب سه هنگ اوبربایرن، براندنبورگ و تورینگن، با ۷٬۰۰۰ نفر نیرو بسیج کرد و در پی نیروی زمینی، وارد نبرد لهستان شد. جز آن‌ها، نیروهای پلیس امنیت اس‌دی نیز از جانب هیملر تخت امر آیکه، با عنوان رسمی «رهبر عالی اس اس و پلیس»، بودند و به‌شکل مستقل از نیروی زمینی، در نواحی پوزنان، ووچ و ورشو عمل می‌کردند. این نیروها با حرکت پشت سر ارتش هشتم نیروی زمینی، جز موارد معدود درگیری با نیروهای پراکنده لهستانی، غالباً در کنار یگان‌های آینزاتس‌گروپن، مشغول پاکسازی عناصر سیاسی و یهودی بودند. در این حین به توصیه هیملر و به دستور هیتلر لشکر پیاده‌نظام توتن‌کوپف اس‌اس به فرماندهی آیکه تشکیل شد. آیکه میانه ماه اکتبر سال ۱۹۳۹ به داخائو بازگشت و لشکر خود را با سه هنگ پیاده‌نظام موتوریزه، یک هنگ توپخانه و چندین گردان مجموعاً بیش از ۱۵٬۰۰۰ نفر نیرو به شکل یک لشکر موتوریزه سازمان داد. آیکه با مهارت خاصی تجهیزات لشکر را تأمین کرد. افراد تازه جذب‌شده یا انتقال‌یافته از نیروهای پلیس یا سایر یگان‌های اس‌اس به شکل مشابهی با شدت فراوان آموزش دیدند و تا هنگام تهاجم به کشورهای سفلی و فرانسه در ماه مه سال ۱۹۴۰ آماده بودند. با این وجود لشکر توتن‌کوپف از افسران ستادی آموزش‌دیده و مجرب بهره نمی‌برد و خود آیکه در فرماندهی میدانی و تاکتیکی آن توانایی خوبی نداشت. شجاعت متعصبانه و آمادگی جسمانی بالا در بین نیروهای لشکر نتایجی را برای آن در کارزار جبهه غربی از جمله در نبرد دانکرک حاصل کرد که البته به قیمت تلفات بیشتر بود؛ به وجهی که سپهبد اریش هوپنر، فرمانده سپاه، آیکه را «قصاب» نیروهایش خواند. به هر صورت آیکه در این معرکه به صورت عملی تجربیات و آموزه‌هایی برای نبردهای آتی کسب نمود. پس از تسلیم فرانسه، لشکر او برای محافظت از اراضی تصرف‌شده ابتدا به جنوب بوردو و سپس چند نقطه دیگر فرستاده شد.
جبهه شرقی

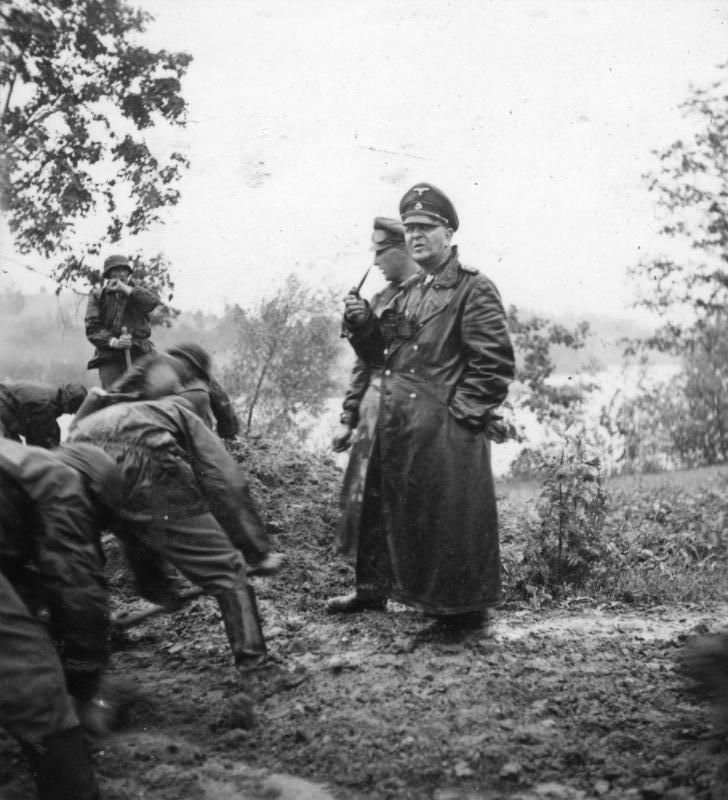
جبهه شرقی، سپتامبر ۱۹۴۱

این لشکر ماه ژوئن سال ۱۹۴۱ سوار بر قطار به پروس شرقی رفت. دو روز پس از آغاز عملیات بارباروسا، تهاجم به شوروی، نیروهای آیکه نیز روز ۲۴ ژوئن از خط مرزی گذشتند. این نیروها به عنوان بخشی از سپاه ۵۶ موتوریزه ورماخت تحت امر سپهبد اریش فون مانشتاین از گروه ارتش جنوب، عملکرد خوبی از خود نشان دادند و با گذر از سد مقاومت شدید دشمن در لیتوانی، در خط استالین رخنه کردند. در این زمان، هنگام بازگشت از سرکشی از خط مقدم، روز ۶ ژوئیه خودروی آیکه روی یک مین رفت و از ناحیه پای راست به شدت مجروح شد. پس از یک عمل جراحی اضطراری، به برلین منتقل گردید. بهبودی نسبی او سه ماه به طول انجامید. به خواست خود، با زخم‌هایی که هنوز التیام نیافته بودند، به جبهه شرقی بازگشت و روز ۲۱ سپتامبر سال ۱۹۴۱ فرماندهی لشکر توتن‌کوپف اس‌اس را مجدداً در دست گرفت. به عنوان بخشی از سپاه فون مانشتاین، لشکر او حملاتی در جنوب دریاچه ایلمن صورت داد و به تنهایی سه لشکر شوروی را منهدم کرد. به جهت نشان دادن شجاعت شخصی در میدان نبرد توصیه به اعطای نشان عالی صلیب شوالیه صلیب آهنین به آیکه شد که روز ۲۶ دسامبر سال ۱۹۴۱ آن را دریافت کرد. تا این زمان از کارزار در شرق لشکر او ۶٬۶۰۰ نفر را از داده بود درحالی‌که تنها ۲٬۵۰۰ تن نیری جایگزین دریافت کرده بود. این یگان به شدت به استراحت نیاز داشت اما همچنان در خط مقدم قرار داشت. لشکر تا پایان ماه نوامبر متحمل ۹٬۰۰۰ نفر تلفات شد.

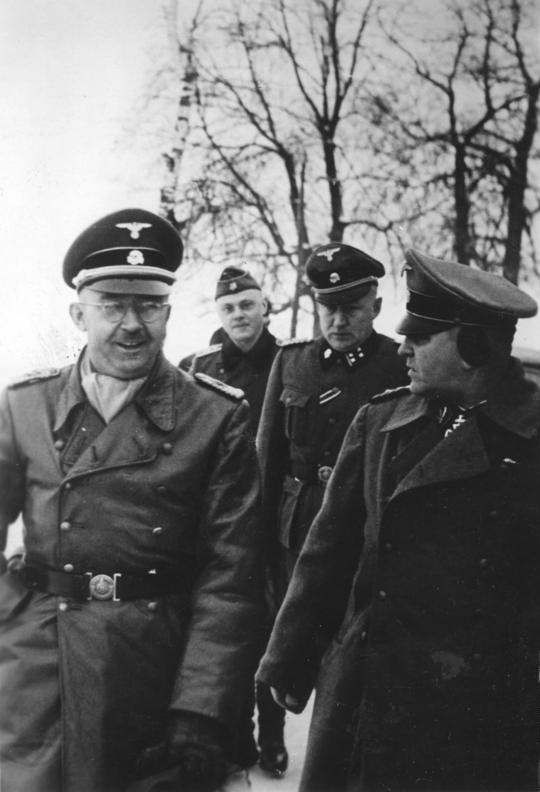
در کنار هیملر، ژانویه ۱۹۴۲

در جریان ضدحمله زمستانه ارتش سرخ لشکر توتن‌کوپف در کنار پنج لشکر نیروی زمینی تحت فرماندهی کلی سپاه ۲ ورماخت از روز ۸ فوریه سال ۱۹۴۲ در ناحیه دمیانسک به محاصره دشمن افتاد. سپهبد والتر فون بروکدورف-آهلفلد، فرمانده سپاه ۲ ورماخت، نیروهای آیکه را در دیواره غربی منطقه تحت محاصره قرار داد تا از این موضع حساس در برابر اقدام دشمن برای رخنه جلوگیری کنند. آیکه و افرادش در شرایط دشوار زمستانی مقاومت مؤثری در برابر حملات متعدد دشمن نشان دادند و یکی از لشکرهای ارتش سرخ را تقریباً از بین بردند. روز ۲۰ آوریل سال ۱۹۴۲ برگ‌های بلوط به نشان صلیب شوالیه آیکه افزوده شد و او به درجه اوبرگروپن‌فورر (معادل سپهبد) نائل آمد. خود این لشکر هم تلفات سنگینی برداشت و با از دست دادن ۶٬۰۰۰ نفر، تا ماه آوریل از مجموع ۱۷٬۰۰۰ نفر اولیه آن در آغاز عملیات بارباروسا کمتر از ۱۰٬۰۰۰ نفر برای آن باقی ماند. این مقدار در هفته‌های آتی به ۶٬۷۰۰ تن تقلیل یافت. تدارکات‌رسانی از طریق هوایی صورت می‌گرفت. به هر صورت لشکر توانست حلقه محاصره را بشکند و ماه مه به نیروهای کمکی از بیرون متصل شود تا مسیری باریک بین نیروهای در محاصره با خارج برقرار گردد. لشکر توتن‌کوپف اس‌اس در این باریکه مستقر بود تا تنها راه تنفس سپاه ۲ را باز نگاه دارد. این لشکر توانست چندین حمله دیگر دشمن را نیز دفع کند اما در این میانه تنها ۳٬۰۰۰ تن از نیروهایش باقی ماندند. رایکه در این تمامی خود شخصاً تمامی مشکلات و سختی‌های افرادش را شریک می‌شد. لباس‌های گلی می‌پوشید، جیره اندک می‌خورد و در مقابل آتش دشمن بود. او از تلف شدن نیروهایش ابراز ناراحتی و فون بروکدورف را متهم به فدا کردن عمدی آن‌ها با قرار دادنشان در موقعیت‌های حساس می‌کرد. آیکه شکایت به نزد هیملر برد و از او خواست مابقی افرادش را از خط مقدم بیرون بکشد. او حتی در یک دیدار خصوصی با هیتلر در روز ۲۶ ژوئن در ولفس‌شانتسه به شکل صریحی شرایط را با او در میان گذاشت. پیشوا به او وعده داد تا ماه اوت لشکر در صورتی که شرایط در جنوب دریاچه ایلمن پایدار شود از خط مقدم خارج و برای بازسازی به توان اولیه به فرانسه منتقل شود. به هر صورت تحقق این وعده تا روز ۲۶ اوت به طول انجامید و تا آن زمان لشکر متحمل تلفات بیشتری شد. البته لشکر فقط از خط مقدم بیرون رفت اما به سبب حساس بودن شرایط همچنان در منطقه بود. صدای انتقاد آیکه نسبت به فرماندهی عالی وافن اس‌اس که نیروی کمکی کافی برای او نمی‌فرستاد، بلندتر شد. به هر صورت در این برهه از جنگ در حقیقت نیروی انسانی لازم به آن صورت نیز در اختیار هیملر نبود. اعتراضات آیکه به اندازه‌ای بالا گرفت که هیملر در نهایت او را که دچار فرسودگی رزمی جسمی و روحی شده بود، به برای دوره نقاهت به شکل نامحدود به مرخصی فرستاد. پس از او فرماندهی لشکر توتن‌کوپف اس‌اس موقتاً بر عهده بریگاده‌فورر ماکس زیمون، فرمانده یکی از هنگ‌های آن، قرار گرفت. لشکر درحالی‌که تنها کمتر از ۲٬۰۰۰ نفر از نیروهایش باقی مانده بود، ماه اکتبر از رزم‌گاه خارج شد.
لشکر توتن‌کوپف اس‌اس زمستان سال ۱۹۴۲/۱۹۴۳ به لشکر پانتسرگرنادیر کاملاً بازسازی شد. ماه نوامبر سال ۱۹۴۲ در اشغال فرانسه ویشی مشارکت داشت و سپس در ناحیه آنگولم در جنوب فرانسه مستقر بود. آیکه طبق همان روش پیشین، با شدت و بی‌امان نیروهای جدید را آموزش داد. تصمیم بر گسترش گردان زرهی آن به سطح هنگ گرفته شد تا توتن‌کوپف در عمل به یک لشکر زرهی بدل گردد. لشکر آیکه به جبهه شرقی بازگشت و ماه فوریه سال ۱۹۴۳ بخشی از سپاه ۲ زرهی اس‌اس اوبرگروپن‌فورر پاول هاوسر شد. این لشکر در ضد حمله فیلدمارشال فون مانشتاین در ناحیه خارکوف مشارکت داشت و عملکرد بارزی در عملیات متحرک زرهی نشان داشت.

## مرگ
بیش از آن که خارکوف باز پس گرفته شود، بعد از ظهر روز ۲۶ فوریه سال ۱۹۴۳ آیکه متوجه شد امکان برقراری ارتباط رادیویی با هنگ زرهی در خط مقدم وجود ندارد. آیکه با هواگرد شناسایی فیزلر اشتورش به آسمان برخاست تا از بالا شرایط در خط مقدم را بررسی کند. یک گروهان تانک اس‌اس در نزدیکی روستای میخائیلوفکا در ۱۲۰ کیلومتری جنوب خارکوف شناسایی شد اما بر آیکه و خلبان پوشیده بود که روستای آرْتِلنویه در فاصله کمتر از یک کیلومتری هنوز در دست دشمن است. همین که هواگرد تا ارتفاع حدود ۳۰۰ متری پایین آمد آتش تسلیحات دشمن از مواضع استتار شده به سمت آن گشوده شد. هواگرد کوچک بلافاصله منهدم و بین دو روستا سقوط کرد. نیروهای اس‌اس سعی کردند خود را به لاشه هواگرد برسانند اما دشمن این اجازه را به آن‌ها نداد. صبح روز بعد چند یگان از هنگ زرهی لشکر به فرماندهی هاوپت‌اشتورم‌فورر آرتسلینو مازاری مأمور به عقب راندن دشمن و بازیابی اجساد شدند. سر انجام نیروهای مازاری جسد آیکه، آجودان او و خلبان را بازیافتند. مرگ آیکه روز ۱ مارس رسماً اعلام و جسدش همان روز با تشریفات نظامی کامل در روستای مجاور اوتدوچنینا دفن شد. روزنامه آلمانی‌زبان دی سایتون که توسط آلمانی‌های در تبعید در لندن منتشر می‌شد، مرگ آیکه را بزرگ‌ترین ضربه به اس‌اس پس از ترور راینهارت هایدریش توصیف کرد. هنگ ۶ پانتسرگرنادیر لشکر توتن‌کوپف اس‌اس به افتخار او «تئودور آیکه» نام گرفت. در ادامه با برگشتن ورق جنگ علیه آلمان، به دستور هیملر بقایای جسد آیکه به گورستان هِگِوالت در ژیتومیر منتقل شد تا به دست دشمن نیفتد. به هر صورت هنگامی که تمامی اوکراین به تصرف شوروی درآمد و آلمانی‌ها عقب‌نشینی کردند جسد او همان‌جا باقی ماند. طبق عادت شوروی در از بین بردن و نبش قبر سربازان آلمانی، احتمالاً آرامگاه آیکه نیز چنین سرنوشتی داشته‌است و امروزه اثری از آن وجود ندارد.

## زندگی شخصی
تئودور یازدهمین فرزند خانواده و پدرش رئیس ایستگاه راه‌آهن بود. اواخر سال ۱۹۱۴ به مرخصی آمد و با برتا شْویبِل اهل ایلمناو ازدواج کرد. حاصل این ازدواج دو فرزند بود که یکی دختر به نام ایرما سال ۱۹۱۶ و دیگری پسر به هرمان سال ۱۹۲۰ به دنیا آمدند.